# 로버트 페이지

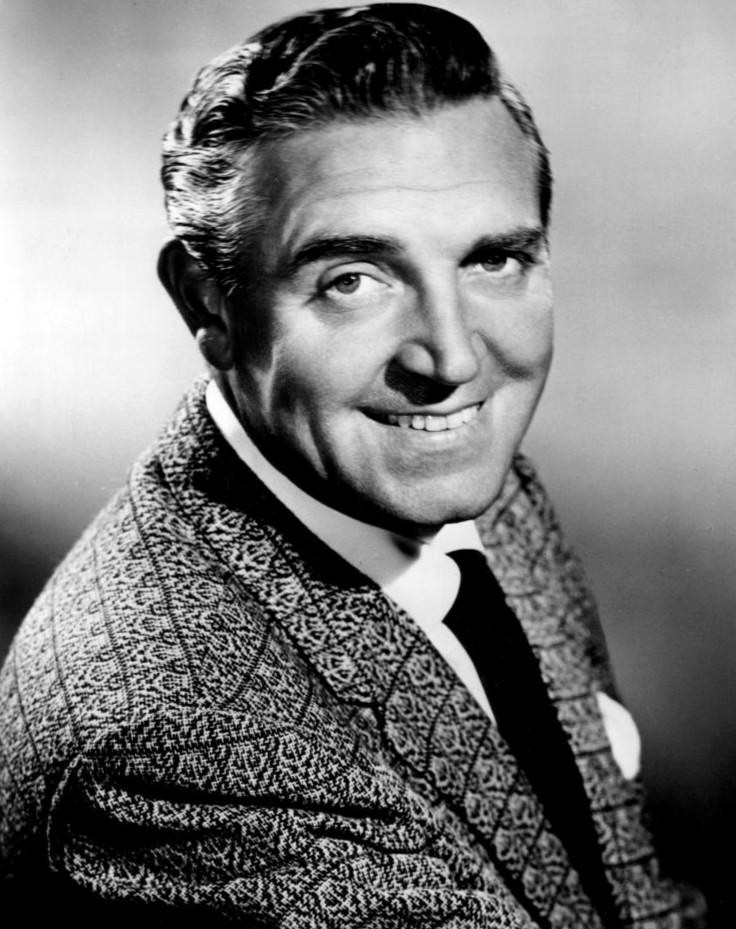

로버트 페이지(Robert Paige, 1911년 12월 2일 ~ 1987년 12월 21일)는 미국의 배우이다.
인디애나폴리스에서 태어났으며 샌클레멘테에서 사망하였다. 사인은 동맥류이다.

## 영화
- 미디엄 쿨 (1969년)
- 바이 바이 버디 (1963년)
- 제인에게 무슨 일이 (1959년)
- 캔트 헬프 싱잉 (1944년)
- 폴로우 더 보이즈 (1944년)
- 드라큐라의 아들 (1943년)
- 보물섬 소동 (1942년)
- 퍼스트 러브 (1939년)
- 데어 올웨이스 어 우먼 (1938년)
- 케인 앤 마블 (1936년)